# 弗朗茨·黑尔德
弗朗茨·黑尔德（德語：Franz Held，1948年5月6日—），德国男子赛艇运动员。他曾代表西德参加1968年和1972年夏季奥林匹克运动会赛艇比赛，其中1972年奥运会获得一枚铜牌。